# Mvaï (langue)
Ne doit pas être confondu avec Mvaï (peuple).
Le mvaï,  mvae ou mveny, est une langue bantoue et dialecte fang parlée  par les Mvaï au Cameroun dans la région du Sud et Gabon dans la province de Woleu-Ntem dans la région de Minvoul.

## Écriture
Le mvaï n’a pas d’orthographe standardisée mais peut être écrit avec l’Alphabet général des langues camerounaises (AGLC) au Cameroun et l’Alphabet scientifique des langues du Gabon (ASG), l’Orthographe des langues du Gabon ou encore le Rapidolangue au Gabon. En 1991, Berthe Meguedo propose un alphabet et une orthographe, suivant les principes de l’AGLC, pour l’écriture du mvaï.
| a | b  | d | dz | e   | ɛ  | ə | f | i | j | k  | ʔ | kp | l | m | mb | mv |
| n | nd | ŋ | ng | ngb | ny | o | ɔ | s | t | ts | u | v  | v | w | ẅ  | z  |